# Blížňovice
Blížňovice (německy Blischowitz) jsou malá vesnice a část města Hrochův Týnec. Vsí protéká říčka Novohradka.

## Historie
První písemná zmínka o vesnici pochází z roku 1318.